# العقبة (حليان)

تعديل مصدري - تعديل

العقبة محلة تابعة لقرية سوق النجد، التابعة لعزلة حليان بمديرية مذيخرة إحدى مديريات محافظة إب في الجمهورية اليمنية، بلغ تعداد سكانها 38 حسب تعداد اليمن لعام 2004.